# Bart Van Malderen
Bart Van Malderen, né le 17 novembre 1973 à Termonde est un homme politique belge flamand, membre de Sp.a.
Il est licencié en archéologie (RUG).

## Fonctions politiques
- Conseiller communal à Termonde (2001-)
- échevin à Termonde (2006-)
- député au Parlement flamand :
  - depuis le 25 septembre 2006
    - sénateur de communauté depuis 2014